# Ekambarakuppam
Ekambarakuppam (o Ekambara kuppam) è una suddivisione dell'India, classificata come census town, di 6.797 abitanti, situata nel distretto di Chittoor, nello stato federato dell'Andhra Pradesh. In base al numero di abitanti la città rientra nella classe V (da 5.000 a 9.999 persone).

## Società

### Evoluzione demografica
Al censimento del 2001 la popolazione di Ekambarakuppam assommava a 6.797 persone, delle quali 3.462 maschi e 3.335 femmine. I bambini di età inferiore o uguale ai sei anni assommavano a 988, dei quali 561 maschi e 427 femmine. Infine, coloro che erano in grado di saper almeno leggere e scrivere erano 4.531, dei quali 2.675 maschi e 1.856 femmine.